# يوشي (لعبة فيديو)
يوشي (بالإنجليزية: Yoshi)‏ تُعرف باسم ماريو أند يوشي (بالإنجليزية: Mario & Yoshi)‏ في مناطق بال، وهي لعبة فيديو ألغاز تم تطويرها بواسطة غيم فريك ونشرتها نينتندو. تم إصدار اللعبة لأنظمة نينتندو إنترتينمنت سيستم وغيم بوي. تم إصدار كلا الإصدارين لأول مرة في وقت واحد في اليابان في 14 ديسمبر 1991، وتم إصدارهما في جميع المناطق الأخرى في العام التالي.
في اللعبة، يتم تكليف اللاعب بإزالة الوحوش من ميدان اللعب على الشاشة. تسقط الوحوش من أعلى الشاشة لبناء مجموعات رأسية؛ يجب على اللاعب أن يمنع نمو مجموع المكدس بشكل كبير بحيث يخرج من ميدان اللعب. من أجل القيام بذلك، يقوم اللاعب بتبديل وتحريك مجموعات المكدس بحيث تصطدم الوحوش المتساقطة مع الوحوش المتماثلة المتمركزة فوق المجموعات، مما يؤدي إلى إزالتها من اللعب. تقدم اللعبة كلا من وضع اللاعب الفردي الذي يركز على التهديف ووضع اللاعب الثنائي التنافسي.

## أسلوب اللعب
يوشي هي لعبة كتلة هبوط يتم فيها منح اللاعب ملعبًا مقسمًا إلى أربعة أعمدة. الهدف هو مطابقة قشور بيض يوشي لتفريخها ومنع الكدسات الأربعة، التي تتراكم من الوحوش المتساقطة، من النمو طويلًا جدًا. تقوم شخصية اللاعب، ماريو، بتبديل الأكوام حولها بحيث يتم القضاء على الوحوش المتساقطة من خلال ملامستها للكتل التي تتطابق معها.
تظهر الوحوش، التي تتكون من أعداء ماريو المتعددين، في الجزء العلوي من الشاشة وتسقط في كل أعمدة، وتتحول إلى كتل عند هبوطها وتكوين مجموعات تزداد ارتفاعًا تدريجيًا. الهدف الرئيسي هو منع الكدسات الأربعة من النمو بشكل كبير جدًا عن طريق إزالة الكتل من الحقل؛ تنتهي اللعبة عندما يتجاوز أي من المجموعات الخط الأسود المرسوم عبر الجزء العلوي من ميدان اللعب.
لإزالة كتلة من أعلى المكدس، يجب أن تتلامس مع وحش ساقط يطابقها. على سبيل المثال، إذا وقع جومبا مباشرة على كتلة جومبا، فستتم إزالة كليهما. يتحكم اللاعب في ماريو، الذي يقيم أسفل الملعب ولديه القدرة على تبديل مواقع أي مجموعتين متجاورتين في المرة الواحدة. وبالتالي، يتعين على اللاعب التبديل بين الأكوام للتأكد من سقوط الوحوش في الأماكن الصحيحة. يتم منح النقاط لكل مجموعة من الوحوش التي يتم إقصاؤها.
بالإضافة إلى الأنواع الأربعة المختلفة من الوحوش، فإن نصفين من قشر بيض يوشي سوف يسقطان أيضًا. يتصرف النصف السفلي من قشر البيض مثل الوحش: يختفي عندما يتلامس مع النصف السفلي الآخر. ومع ذلك، إذا لامس النصف العلوي المتساقط النصف السفلي، سينضم الاثنان ويفقسان اليوشي، ليكسبوا نقاط مكافأة للاعب. علاوة على ذلك، إذا نمت كومة من الوحوش فوق النصف السفلي ثم تمت إضافة النصف العلوي، فسيتم تغليف جميع الوحوش بين النصفين والقضاء عليها. سوف تفقس شخصيات يوشي الأكبر حجمًا اعتمادًا على عدد الوحوش المغلفة، مما يزيد أيضًا من عدد نقاط المكافأة الممنوحة. إذا لم يكن لدى النصف العلوي المتساقط أي نصف سفلي للانضمام إليه في المكدس الذي يلامسه، فسيتم إزالته تلقائيًا ولا يتم منح أي نقاط.
يحتوي وضع اللاعب الفردي على نوعين مختلفين: نوع أ ونوع ب. في نوع ـ، تُلعب اللعبة إلى أجل غير مسمى حتى ينتهي اللاعب من اللعبة. في نوع ب، يلعب اللاعب سلسلة من المستويات التي يُطلب فيها من اللاعب مسح ميدان اللعب بالكامل لجميع الكتل. العدد الأولي للكتل داخل الملعب ينمو كلما تقدم اللاعب. في وضع تعدد اللاعبين، يتحكم اللاعب الثاني في لويجي. يلعب اللاعبان في وقت واحد في ملاعب منفصلة باستخدام القواعد التقليدية. يفوز اللاعب بالمباراة عن طريق مسح جميع الكتل الموجودة في الحقل أو عندما ينتهي اللاعب الآخر من اللعبة؛ أول لاعب يفوز بثلاث مباريات يفوز بشكل عام.

## التطوير
كانت لعبة يوشي أول تعاون بين المطور غيم فريك والناشر نينتندو. كانت نينتندو قد مررت سابقًا بطلب غيم فريك لنشر عنوانها الأول، قصر مندل لنينتندو إنترتينمنت سيستم. بعد أن تأسست الشركة الأصغر وبدأت العمل على إصدارها الثاني، سمارت بول لسوبر نينتندو، قدمت نينتندو عرض غيم فريك لتطوير يوشي. اقترح تسونيكازو ايشيهارا، الشريك المؤسس المشارك لغيم فريك، ساتوشي تاجيري، أن يطوروا ألعابًا أصغر مثل يوشي من أجل منح الشركة الدعم المالي لتحقيق مشروعها الأكبر في النهاية، سلسلة بوكيمون آر بي جي. تم تطوير يوشي في ستة أشهر مع تاجيري كمدير لها. جاء كين سوجيموري بمفهوم أسلوب اللعب. عمل إيشيهارا وخريج نينتندو شيغيرو مياموتو كمنتجين. أوضح تاجيري أنه أثناء تطوير يوشي تعلم تصميم «الموجة» لصعوبة اللعبة حيث يتم تقديم اللاعب بمرحلة سهلة مباشرة بعد مرحلة صعبة للسماح له بالاستمتاع بإنجازه. قام جونيتشي ماسدا بتأليف موسيقى اللعبة وصوتها. وذكر ماسودا أنه قضى وقتًا طويلاً في برمجة حركة عناصر قائمة اللعبة إلى موسيقاها. أراد غيم فريك أيضًا إضافة صوت يوشي يبدو واقعيًا، لكن نينتندو رفضت ذلك.

## الإصدار
تم توفير إصدار نينتندو إنترjينمنت سيستم من يوشي للشراء على خدمة فرتشول كونسول. تم إصدارها في الأصل للوي في عام 2007. ثم صدرت اللعبة في 1 سبتمبر 2011 كعنوان قابل للتنزيل على نينتندو 3دي أس، وهو متاح فقط لأعضاء برنامج سفير نينتندو. تم توفير يوشي للشراء في نينتندو إي شوب في 22 أغسطس 2012 في اليابان وفي 21 فبراير 2013 في أمريكا الشمالية وفي 2 مايو 2013 في أوروبا. تم إصداره أيضًا للوي يو في 12 يونيو 2013 كجزء من الذكرى السنوية الثلاثين لـ فاميكوم بسعر 30 سنتًا والذي أصبح السعر العادي بدءًا من 12 يوليو 2013. تم إصدار يوشي أيضًا على نينتندو سويتش عبر الإنترنت خدمة الاشتراك من خلال نينتندو سويتش أونلاين في 18 سبتمبر 2018.

## التقييم
| استقبال                                                                                         |             |
| ----------------------------------------------------------------------------------------------- | ----------- |
| نتائج المراجعة نشرة نقاط أول غيم غيم سبوت 5/10 (VC) آي جي إن 5/10 (VC) نينتندو لايف إن-فورس 4/5 |             |
| نتائج المراجعة                                                                                  |             |
| نشرة                                                                                            | نقاط        |
| أول غيم                                                                                         | 2.5/5 stars |
| غيم سبوت                                                                                        | 5/10 (VC)   |
| آي جي إن                                                                                        | 5/10 (VC)   |
| نينتندو لايف                                                                                    | 4/10 stars  |
| إن-فورس                                                                                         | 4/5         |

## الملاحظات
1. ↑  تسمى في اليابان: يوشي نو تاغمو (بالإنجليزية: Yoshi no Tamago‎؛ باليابانية: ヨッシーのたまご؛ بالهيبورن: Yosshī no Tamago؟)